# Ceramic
Le Ceramic est un paquebot de la White Star Line mis en service en 1913. Dernier navire commandé par Joseph Bruce Ismay, il est construit par les chantiers Harland & Wolff de Belfast afin d'être le plus gros navire desservant l'Australie. Il reste jusque dans les années 1920 le plus imposant navire sillonnant les mers du Sud ce qui lui attire un important prestige. Il est conçu pour transporter des marchandises, ainsi que plusieurs centaines de migrants.
Sa carrière est rapidement troublée par la Première Guerre mondiale. Durant le conflit, il alterne entre service commercial et transport de troupes et de matériel. En deux occasions, il manque de se faire torpiller. Il reprend ensuite son service australien sans histoires à partir de 1920, faisant face à une concurrence de plus en plus forte tandis que ses compagnons de route de classe Jubilee sont retirés du service. En 1934, alors que la White Star est sur le point de fusionner avec la Cunard, le Ceramic ne lui est plus utile.
Il est donc transféré à la Shaw, Savill & Albion Line qui ne modifie pas son nom et continue à l'exploiter sur la ligne de l'Australie. Durant les années qui suivent, ses installations sont modernisées pour s'adapter à une clientèle plus riche. En 1940, il est réquisitionné dans le cadre de la Seconde Guerre mondiale, et est torpillé deux ans plus tard, dans la nuit du 6 au 7 décembre 1942, par un sous-marin allemand. Des plus de 650 personnes présentes à bord, une seule survit, et est emprisonnée en Allemagne.

## Histoire

### Conception et débuts

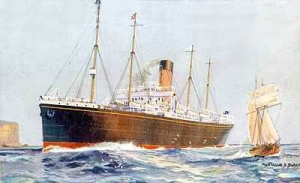
Le Ceramic dépasse de 50 % le tonnage de ses prédécesseurs de classe Jubilee (ici le Persic).

En 1899, le tout dernier projet de Thomas Henry Ismay avant sa mort est mis en place, l'installation de la White Star Line sur la ligne de l'Australie grâce aux navires de la classe Jubilee (qui sont trois, puis cinq à partir de 1901). Il ne faut que peu de temps à la compagnie pour devenir populaire sur cette route. À ces navires prestigieux s'ajoutent deux autres plus austères, en 1904, le Cufic et le Tropic. Cependant, si ce service, nommé par la compagnie « service colonial », prospère, la concurrence se fait de plus en plus importante, en particulier celle de l'Aberdeen Line qui met en service dans les années qui suivent d'imposants navires, le Pericles, le Themistocles et le Demosthenes, et prépare pour 1914 l'Euripides. Dans le même temps, d'autres concurrents, la Blue Funnel Line et la P&O lancent leurs propres programmes de construction. Face à cette situation, la White Star décide de répondre avec la construction du plus gros navire de la ligne, destiné à dépasser de 50 % la taille des navires de classe Jubilee. La commande est la toute dernière passée par Joseph Bruce Ismay, qui doit quitter la direction de la compagnie après le naufrage du Titanic en avril 1912.
Ce nouveau navire est donc le Ceramic, mis en construction dans les chantiers Harland & Wolff de Belfast. Lancé le 11 décembre 1912, le navire est dès son origine équipé de canons à sa poupe, ajout pour le moins étrange à une époque où le monde est encore (pour peu de temps) en paix. Il est finalement livré le 5 juillet 1913, et fait partie des trois navires présents lorsque le roi George V inaugure à Liverpool la cale sèche du Gladstone Dock (important projet de construction dans le port, terminé en 1927). 600 invités sont présents à bord tandis que, à la nuit tombée, des ampoules électriques font apparaître deux étoiles blanches, symboles de la compagnie, sur ses flancs. Le 24 juillet suivant, le Ceramic quitte Liverpool pour Sydney en passant par Le Cap : il est alors le plus gros navire à fréquenter l'hémisphère Sud, et conserve ce record jusqu'au début des années 1920. Il en tire vite le surnom de « Roi des mers du Sud » (« Queen of the Southern Seas », un navire étant féminin en anglais).

### Première Guerre mondiale et années 1920
Dès 1914, les canons du Ceramic trouvent une utilité, la Première Guerre mondiale éclatant au mois d'août. Immatriculé A40, il est chargé grâce à sa grande taille de transporter en Europe des troupes australiennes, ce qui lui permet de se maintenir sur sa ligne. Il en change cependant par la suite. En mai 1916, il est en effet chargé de transporter 2 500 hommes à travers la Méditerranée. Une nuit, un bâtiment non identifié lance une torpille dans sa direction. Son canon s'enraye après un seul tir (il s'agissait d'un vieux modèle qui avait été équipé sur un croiseur japonais dans les années 1880 avant de servir à son bord), mais le personnel mécanicien parvient à augmenter la vitesse, permettant au Ceramic de s'échapper. Un autre incident survient le 9 juin 1917, dans la Manche, lorsque le navire esquive une nouvelle torpille en revenant d'Afrique du Sud. À partir du mois de juillet suivant, et jusqu'en avril 1919, le navire opère dans le cadre du Liner Requisition Scheme, son service consistant principalement au transport de marchandises et de troupes sur sa route habituelle. C'est dans ces circonstances que, le 21 juillet 1917, il est poursuivi par un sous-marin allemand au large des îles Canaries, mais parvient à le semer.
Après guerre, le Ceramic est brièvement remis en état par ses constructeurs pour faire disparaître toute trace de l'usure due au conflit. Il reprend son service commercial le 18 novembre 1920, entre Liverpool et Sydney, en faisant des escales occasionnelles à Glasgow. Il sert aux côtés des quatre navires de classe Jubilee ayant survécu au conflit (l'Afric ayant été coulé) tandis que la White Star Line parvient à des accords avec ses rivales. En 1927, toutes sont unies au sein de la Royal Mail Steam Packet Company de Lord Kylsant mais, malgré une concurrence de plus en plus importante, le Ceramic reste l'un des navires les plus populaires de la ligne, tandis que les paquebots de classe Jubilee sont retirés entre 1927 et 1929. Un seul incident trouble cette période, le 18 décembre 1930, lorsque le paquebot heurte le vapeur Laguna dans l'embouchure de la Tamise.

### Au service de la Shaw, Savill & Albion, retour en guerre, et naufrage
En 1934, alors que la White Star Line s'apprête à fusionner avec la Cunard Line, le Ceramic est transféré à la Shaw, Savill & Albion Line qui ne modifie pas son nom. Il effectue sa première traversée pour elle le 25 août entre Liverpool et Brisbane. La compagnie fait à la même époque l'acquisition d'un autre navire de la White Star, l'Ionic, mais aussi de la flotte de l'Aberdeen Line. Dans ces conditions, il devient nécessaire de moderniser le Ceramic pour qu'il puisse continuer à servir.
Le Ceramic est envoyé en juin 1936 dans les chantiers Harland & Wolff de Govan, et ses cabines sont transformées : il peut désormais transporter moins de passagers, mais dans de meilleures conditions. Parmi les améliorations, il est doté d'un café véranda, tandis que ses cabines sont équipées d'eau courante. Ses machines et chaudières sont également rajeunies, permettant au Ceramic d'atteindre une meilleure vitesse qu'à ses débuts. Il reprend son service en août et reste dans les années qui suivent l'un des navires les plus populaires de la ligne. L'arrivée en 1939 du Dominion Monarch, plus moderne et plus rapide, semble cependant annoncer la fin du Ceramic dans un futur plus ou moins proche.
En 1940, cependant, la Seconde Guerre mondiale entraîne sa réquisition, en février. Prenant part à un convoi de 56 navires, en juillet, le Ceramic heurte malencontreusement un autre navire du convoi, le Testbank, le 11 août. Endommagé, le navire doit subir de longues réparations. Il reprend ensuite ses voyages à destination de l'Australie et subit une nouvelle refonte en 1942 après plusieurs voyages sans incident. Le 23 novembre 1942, le Ceramic quitte Liverpool avec 378 passagers et 278 membres d'équipage. Dans la nuit du 6 au 7 décembre, il est torpillé au large des Açores par le sous-marin U-515. Le navire coule trop rapidement pour envoyer un signal de détresse. Seul un homme, Eric Munday du corps des Royal Engineers, est sauvé et envoyé dans un camp de prisonniers près de Hambourg, où il peut écrire son témoignage. Si l'Amirauté britannique semble taire le naufrage pendant plusieurs mois, la presse allemande le rend pour sa part public très rapidement.

## Caractéristiques

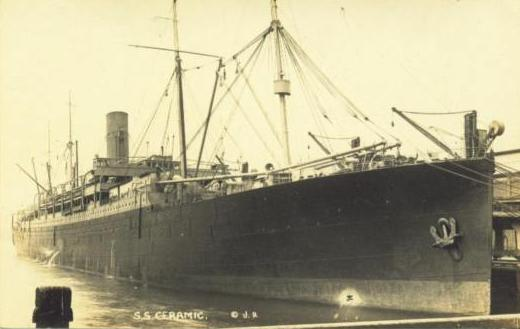
Le Ceramic est le dernier navire construit pour la White Star Line disposant de quatre mâts.

Le Ceramic est un navire de transition pour la White Star Line : il s'agit en effet de leur dernier paquebot-mixte à quatre mâts et une cheminée. Ayant coûté 436 000 livres sterling, il s'agit du plus imposant navire de son époque à sillonner l'hémisphère Sud. Ce record n'est battu que par l'Arundel Castle sur la ligne du Cap (en 1921) et par le Mooltan sur la ligne australienne (1923). Mesurant 199 m sur 21, le Ceramic jauge 18 495 tonneaux de jauge brute (augmentés à 18 713 en 1936). Il utilise une propulsion mixte habituelle pour les navires construits par Harland & Wolff à cette période : deux machines à triple expansion alimentent les hélices latérales, et la vapeur dégagée par ces machines fait tourner une turbine basse pression qui actionne l'hélice centrale. Le Ceramic n'est pas conçu pour atteindre de grandes vitesses, et navigue en moyenne à 15 nœuds. Après sa refonte de 1936, cependant, ses machines se révèlent plus performantes et lui permettent d'atteindre 16 nœuds. Chose étonnante, la compagnie ne profite pas de la refonte pour convertir le navire à la chauffe au mazout, plus économique que le charbon.
Comme les navires de classe Jubilee, le Ceramic est conçu pour transporter de nombreuses marchandises dans ses sept cales, mais aussi 600 passagers de troisième classe dans des installations situées au centre du navire, principalement des cabines de deux et quatre couchettes, bien plus intimes que la troisième classe des transatlantiques de l'époque. En cas de grandes vagues migratoires, le navire peut embarquer 820 passagers. À partir de 1934, le nombre de passagers est réduit, et dès 1936, les cabines sont améliorées. La plupart sont désormais individuelles, toutes ont l'eau courante, et les passagers bénéficient, en plus de la salle à manger, d'un café véranda. Le navire s'adapte ainsi aux attentes d'une clientèle plus exigeante.